# Marcus Caelius Faustinus
Marcus Caelius Faustinus war ein römischer Senator und im Jahr 206 n. Chr. zusammen mit Publius Tullius Marsus Suffektkonsul.
Faustinus und sein Kollege Marsus waren bis zum Fund eines Militärdiploms völlig unbekannt gewesen. Über Faustinus lässt sich aus seinem wenig aussagekräftigen Namen kaum etwas erschließen. Ein Caelius Calvinus war vor 184 Suffektkonsul, er dürfte der Vater des Decimus Caelius Calvinus Balbinus sein, der seinerseits um 200, vielleicht kurz vorher, zum Suffektkonsulat gekommen ist. Ferner ist ein Caelius Oneratus als Statthalter der Provinz Thrakien unter Septimius Severus sowie ein Konsular Caelius Felix, der von Commodus hingerichtet wurde, bezeugt. Doch zeigt sich zu keinem eine genealogische Verbindung. Das gilt ebenso für einen Marcus Caelius Iulianus, tribunus laticlavius bei der legio XIII Gemina sowie einen Marcus Caelius Flavus Proculus, der bei Capua als Prätorier bestattet wurde.
Doch könnte sich aus der Genealogie einer Marcia Caelia Procilla ein Hinweis auf die Herkunft und die verwandtschaftliche Einordnung ergeben. Denn Marcia Caelia Procilla, Gattin des clarissimus vir Publius Flavius Pomponianus Pudens, war Tochter oder jedenfalls Nachkommin eines Marcus Caelius Saturninus, der als flamen perpetuus in Timgad für Antoninus Pius und Marcus Aurelius Caesar Statuen errichtete. Sie dürfte ins spätere 2. oder in den Anfang des 3. Jahrhunderts gehören. Dass Nachkommen von städtischen Honoratioren, die im munizipalen oder provinzialen Rahmen flamines geworden waren, möglicherweise auch über die Förderung durch senatorische Verwandte, in den Senatorenstand überwechselten, ist eine gängige Erscheinung. So ist es sehr wohl möglich, in Faustinus einen Nachkommen des flamen perpetuus aus Thamugadi zu sehen. Allerdings dürfte er eher dessen Enkel als Sohn gewesen sein. Ob möglicherweise spätere Caelii, deren Herkunft aus Pupput bzw. Sufetula vermutet wird, mit ihm zusammenhängen, lässt sich nicht sagen.